# Peter Tewksbury
Peter Tewksbury est un réalisateur, scénariste et producteur américain né le 21 mars 1923 à Cleveland, Ohio (États-Unis), décédé le 20 février 2003 à Brattleboro (États-Unis).

## Filmographie

### Cinéma
- 1963 : Un dimanche à New York (Sunday in New York)
- 1964 : Émile et les Détectives
- 1967 : Quatre Fiancés pour un mari (Doctor, You've Got to Be Kidding!)
- 1968 : Micmac au Montana (Stay Away, Joe)
- 1969 : The Trouble with Girls

### Télévision
- 1954 : Papa a raison (Father Knows Best) (série télévisée)
- 1957 : How to Marry a Millionaire (série télévisée)
- 1970 : Nanny et le professeur ("Nanny and the Professor") (série télévisée)
- 1971 : Shepherd's Flock
- 1971 : Nichols (série télévisée)
- 1972 : Second Chance
- 1972 : Miss Stewart, Sir (+ scénariste)
- 1977 : The Fitzpatricks (série télévisée)